# Gornji Kladari
Gornji Kladari (cyr. Горњи Кладари) – wieś w Bośni i Hercegowinie, w Republice Serbskiej, w gminie Srbac. W 2013 roku liczyła 316 mieszkańców.